# Ryūta Ibaragi
Ryūta Ibaragi (伊原木 隆太, Ibaragi Ryūta) est un homme politique japonais, né le 29 juillet 1966 à Okayama.
Il est élu au poste de gouverneur de la préfecture d'Okayama le 28 octobre 2012 et entre en fonction le 12 novembre suivant. Il est réélu le 23 octobre 2016 et le 25 octobre 2020.